# Космін Контра
Космін Контра (рум. Cosmin Contra, нар. 15 грудня 1975, Тімішоара) — румунський футболіст, захисник, фланговий півзахисник. По завершенні ігрової кар'єри — футбольний тренер. Протягом 2017–2019 очолював тренерський штаб національної збірної Румунії.
Як гравець насамперед відомий виступами за клуби «Динамо» (Бухарест) та «Хетафе», а також національну збірну Румунії.

## Клубна кар'єра
Народився 15 грудня 1975 року в місті Тімішоара. Вихованець футбольної школи клубу «Політехніка» (Тімішоара).
У дорослому футболі дебютував 1995 року виступами за команду клубу «Динамо» (Бухарест), в якій провів чотири сезони, взявши участь у 102 матчах чемпіонату. Більшість часу, проведеного у складі бухарестського «Динамо», був основним гравцем команди.
Згодом з 1999 по 2005 рік грав у складі команд клубів «Алавес», «Мілан», «Атлетіко», «Вест-Бромвіч Альбіон» та «Політехніка» (Тімішоара).
Своєю грою за останню команду привернув увагу представників тренерського штабу клубу «Хетафе», до складу якого приєднався 2005 року. Відіграв за клуб з Хетафе наступні чотири сезони своєї ігрової кар'єри. Граючи у складі «Хетафе» також здебільшого виходив на поле в основному складі команди.
Завершив професійну ігрову кар'єру у клубі «Тімішоара», за команду якого виступав протягом 2009—2011 років.

## Виступи за збірну
У 1995 році дебютував в офіційних матчах у складі національної збірної Румунії. Протягом кар'єри у національній команді, яка тривала 16 років, провів у формі головної команди країни 73 матчі, забивши 7 голів.
У складі збірної був учасником чемпіонату Європи 2000 року у Бельгії та Нідерландах, чемпіонату Європи 2008 року в Австрії та Швейцарії.

## Кар'єра тренера
Розпочав тренерську кар'єру, ще продовжуючи грати на полі, 2010 року, очоливши тренерський штаб клубу «Тімішоара».
Частину 2012 року пропрацював на чолі іспанської нижчолігової команди «Фуенлабрада», після чого повернувся на батьківщину, де протягом двох сезонів очолював команду «Петролула».
Згодом працювавав головним тренером іспанських «Хетафе» і «Алькоркона», а також китайського «Гуанчжоу Фулі».
2017 року знову повернувся до Румунії, де після нетривалої роботи з бухарестським «Динамо» очолив тренерський штаб національної збірної країни.
Його головним завданням на посаді у збірній був визначений вихід до фінальної частини Євро-2020. Утім у своїй відбірковій групі румуни змогли набрати 14 очок у 10 матчах і фінішували лише на четвертому місці, після чого у листопаді 2019 року тренера було звільнено.
| Дата       | Місто                  | Господарі            | Результат | Гості                | Турнір             | Голи | Примітки     |
| ---------- | ---------------------- | -------------------- | --------- | -------------------- | ------------------ | ---- | ------------ |
| 24-4-1996  | Бухарест               | Румунія              | 5 – 0     | Грузія               | товариський матч   | -    | 65'          |
| 14-8-1996  | Бухарест               | Румунія              | 2 – 0     | Ізраїль              | товариський матч   | -    | 87'          |
| 18-9-1996  | Бухарест               | Румунія              | 1 – 2     | ОАЕ                  | товариський матч   | -    | 68'          |
| 2-9-1998   | Бухарест               | Румунія              | 7 – 0     | Ліхтенштейн          | Відбір до ЧЄ 2000  | -    |              |
| 10-10-1998 | Порту                  | Португалія           | 0 – 1     | Румунія              | Відбір до ЧЄ 2000  | -    | 83'          |
| 3-3-1999   | Бухарест               | Румунія              | 2 – 0     | Естонія              | товариський матч   | -    |              |
| 10-3-1999  | Бухарест               | Румунія              | 0 – 2     | Ізраїль              | товариський матч   | -    |              |
| 31-3-1999  | Баку                   | Азербайджан          | 0 – 1     | Румунія              | Відбір до ЧЄ 2000  | -    |              |
| 18-4-1999  | Бухарест               | Румунія              | 1 – 0     | Бельгія              | товариський матч   | -    |              |
| 29-3-2000  | Афіни                  | Греція               | 2 – 0     | Румунія              | товариський матч   | -    |              |
| 26-4-2000  | Констанца              | Румунія              | 2 – 0     | Кіпр                 | товариський матч   | -    |              |
| 27-5-2000  | Амстердам              | Нідерланди           | 2 – 1     | Румунія              | товариський матч   | -    | 58'          |
| 12-6-2000  | Льєж                   | Німеччина            | 1 – 1     | Румунія              | ЧЄ 2000 - 1-й етап | -    | 69'          |
| 17-6-2000  | Арнем                  | Румунія              | 0 – 1     | Португалія           | ЧЄ 2000 - 1-й етап | -    | 27'          |
| 20-6-2000  | Шарлеруа               | Англія               | 2 – 3     | Румунія              | ЧЄ 2000 - 1-й етап | -    | 44'          |
| 16-8-2000  | Бухарест               | Румунія              | 1 – 1     | Польща               | товариський матч   | -    | 69'          |
| 3-9-2000   | Бухарест               | Румунія              | 1 – 0     | Литва                | Відбір до ЧС 2002  | -    | 59'          |
| 7-10-2000  | Мілан                  | Італія               | 3 – 0     | Румунія              | Відбір до ЧС 2002  | -    | 46'          |
| 15-11-2000 | Бухарест               | Румунія              | 2 – 1     | Югославія            | товариський матч   | -    | 64'          |
| 28-2-2001  | Строволос              | Румунія              | 3 – 0     | Литва                | товариський матч   | -    |              |
| 24-3-2001  | Бухарест               | Румунія              | 0 – 2     | Італія               | Відбір до ЧС 2002  | -    |              |
| 28-3-2001  | Тбілісі                | Грузія               | 0 – 2     | Румунія              | Відбір до ЧС 2002  | 1    |              |
| 25-4-2001  | Плоєшті                | Румунія              | 0 – 0     | Словаччина           | товариський матч   | -    | кап.         |
| 2-6-2001   | Бухарест               | Румунія              | 2 – 0     | Угорщина             | Відбір до ЧС 2002  | -    | 67'          |
| 6-6-2001   | Каунас                 | Литва                | 1 – 2     | Румунія              | Відбір до ЧС 2002  | -    | 53'          |
| 15-8-2001  | Любляна                | Словенія             | 2 – 2     | Румунія              | товариський матч   | -    | 66'          |
| 5-9-2001   | Будапешт               | Угорщина             | 0 – 2     | Румунія              | Відбір до ЧС 2002  | -    | 6'           |
| 10-11-2001 | Любляна                | Словенія             | 2 – 1     | Румунія              | Відбір до ЧС 2002  | -    |              |
| 14-11-2001 | Бухарест               | Румунія              | 1 – 1     | Словенія             | Відбір до ЧС 2002  | 1    |              |
| 13-2-2002  | Сен-Дені               | Франція              | 2 – 1     | Румунія              | товариський матч   | -    | 86'          |
| 27-3-2002  | Констанца              | Румунія              | 4 – 1     | Україна              | товариський матч   | -    |              |
| 21-8-2002  | Констанца              | Румунія              | 0 – 1     | Греція               | товариський матч   | -    | 84'          |
| 7-9-2002   | Сараєво                | Боснія і Герцеговина | 0 – 3     | Румунія              | Відбір до ЧЄ 2004  | -    |              |
| 12-10-2002 | Бухарест               | Румунія              | 0 – 1     | Норвегія             | Відбір до ЧЄ 2004  | -    |              |
| 16-10-2002 | Люксембург             | Люксембург           | 0 – 7     | Словаччина           | Відбір до ЧЄ 2004  | 3    |              |
| 20-11-2002 | Тімішоара              | Румунія              | 0 – 1     | Хорватія             | товариський матч   | -    | 72'          |
| 12-2-2003  | Ларнака                | Румунія              | 2 – 1     | Словаччина           | товариський матч   | -    | 22' 90+1'    |
| 29-3-2003  | Бухарест               | Румунія              | 2 – 5     | Данія                | Відбір до ЧЄ 2004  | -    | 70'          |
| 30-4-2003  | Каунас                 | Литва                | 0 – 1     | Румунія              | товариський матч   | -    | 3' 61'       |
| 7-6-2003   | Крайова                | Румунія              | 2 – 0     | Боснія і Герцеговина | Відбір до ЧЄ 2004  | -    |              |
| 11-6-2003  | Осло                   | Норвегія             | 1 – 1     | Румунія              | Відбір до ЧЄ 2004  | -    | 24'          |
| 18-2-2004  | Ларнака                | Грузія               | 0 – 3     | Румунія              | товариський матч   | -    | 46' 85'      |
| 28-4-2004  | Бухарест               | Румунія              | 5 – 1     | Німеччина            | товариський матч   | -    | 77'          |
| 30-3-2005  | Скоп'є                 | Північна Македонія   | 1 – 2     | Румунія              | Відбір до ЧС 2006  | -    |              |
| 4-6-2005   | Роттердам              | Нідерланди           | 2 – 0     | Румунія              | Відбір до ЧС 2006  | -    | 24'          |
| 8-6-2005   | Констанца              | Румунія              | 3 – 0     | Вірменія             | Відбір до ЧС 2006  | -    | 66'          |
| 17-8-2005  | Констанца              | Румунія              | 2 – 0     | Андорра              | Відбір до ЧС 2006  | -    |              |
| 3-9-2005   | Констанца              | Румунія              | 2 – 0     | Чехія                | Відбір до ЧС 2006  | -    |              |
| 8-10-2005  | Гельсінкі              | Фінляндія            | 0 – 1     | Румунія              | Відбір до ЧС 2006  | -    | 54'          |
| 1-3-2006   | Ларнака                | Румунія              | 2 – 0     | Словенія             | товариський матч   | -    | 88'          |
| 24-5-2006  | Лос-Анджелес           | Уругвай              | 2 – 0     | Румунія              | товариський матч   | -    |              |
| 26-5-2006  | Чикаго                 | Колумбія             | 0 – 0     | Румунія              | товариський матч   | -    | кап. 45' 76' |
| 16-8-2006  | Констанца              | Румунія              | 2 – 0     | Кіпр                 | товариський матч   | -    | 56'          |
| 2-9-2006   | Констанца              | Румунія              | 2 – 2     | Болгарія             | Відбір до ЧЄ 2008  | -    | 23'          |
| 6-9-2006   | Тирана                 | Албанія              | 0 – 2     | Румунія              | Відбір до ЧЄ 2008  | -    | 70'          |
| 7-2-2007   | Бухарест               | Румунія              | 2 – 0     | Молдова              | товариський матч   | -    |              |
| 24-3-2007  | Роттердам              | Нідерланди           | 0 – 0     | Румунія              | Відбір до ЧЄ 2008  | -    |              |
| 28-3-2007  | П'ятра-Нямц            | Румунія              | 3 – 0     | Люксембург           | Відбір до ЧЄ 2008  | 1    |              |
| 2-6-2007   | Целє (місто)           | Словенія             | 1 – 2     | Румунія              | Відбір до ЧЄ 2008  | -    |              |
| 6-6-2007   | Тімішоара              | Румунія              | 2 – 0     | Словенія             | Відбір до ЧЄ 2008  | 1    | 28'          |
| 6-2-2008   | Тель-Авів              | Ізраїль              | 1 – 0     | Румунія              | товариський матч   | -    | 87'          |
| 26-3-2008  | Бухарест               | Румунія              | 3 – 0     | Росія                | товариський матч   | -    | 71'          |
| 31-5-2008  | Бухарест               | Румунія              | 4 – 0     | Чорногорія           | товариський матч   | -    | 44' 57'      |
| 9-6-2008   | Цюрих                  | Румунія              | 0 – 0     | Франція              | ЧЄ 2008 - 1-й етап | -    | 40'          |
| 13-6-2008  | Цюрих                  | Італія               | 1 – 1     | Румунія              | ЧЄ 2008 - 1-й етап | -    |              |
| 17-6-2008  | Берн                   | Нідерланди           | 2 – 0     | Румунія              | ЧЄ 2008 - 1-й етап | -    |              |
| 20-8-2008  | Констанца              | Румунія              | 1 – 0     | Латвія               | товариський матч   | -    | кап. 46'     |
| 6-9-2008   | Клуж-Напока            | Румунія              | 0 – 3     | Литва                | Відбір до ЧС 2010  | -    | кап.         |
| 10-9-2008  | Торсгавн               | Фарерські острови    | 0 – 1     | Румунія              | Відбір до ЧС 2010  | -    | кап.         |
| 11-2-2009  | Бухарест               | Румунія              | 1 – 2     | Хорватія             | товариський матч   | -    | кап. 46'     |
| 28-3-2009  | Констанца              | Румунія              | 2 – 3     | Сербія               | Відбір до ЧС 2010  | -    |              |
| 1-4-2009   | Клагенфурт-ам-Вертерзе | Австрія              | 2 – 1     | Румунія              | Відбір до ЧС 2010  | -    | кап.         |
| 3-9-2010   | П'ятра-Нямц            | Румунія              | 1 – 1     | Албанія              | Відбір до ЧЄ 2012  | -    | 56'          |
| Усього     |                        | Матчів               | 73        |                      | Голів              | 7    |              |

## Титули і досягнення

### Гравець
- Футболіст року в Румунії: 2001
- У списку команди року УЄФА: 2001

### Тренер
- Володар Кубка Румунії (1):

«Петролул»: 2012-13
- Володар Кубка румунської ліги (1):

«Динамо» (Бухарест): 2016-17